# Di buona famiglia
Di buona famiglia è un romanzo scritto da Isabella Bossi Fedrigotti, pubblicato nel 1991 e vincitore del SuperCampiello.
Il libro è stato tradotto in greco moderno, sloveno, francese, spagnolo, polacco, e tedesco.

## Trama
Il romanzo è diviso in due parti: nella prima parla Clara in prima persona, nella seconda, parla Virginia.
Clara e Virginia sono due sorelle, cresciute in una severa famiglia borghese. Da tutti, Clara è ritenuta una creatura fragile, da proteggere, ligia alle regole. Al contrario, Virginia è ribelle verso l'ambiente soffocante della famiglia e passa per una persona senza scrupoli, che con le sue azioni ha condizionato, e forse rovinato la vita a Clara.
Nella prima parte, Clara ripercorre le vicende della vita in comune con la sorella; sa di essere invecchiata senza nulla di veramente suo, né un bene, né un male. Tollerata dai figli e nipoti della sorella, che l'assecondano (forse per interesse, ma non è certo), in un muto soliloquio, spiega alla sorella la sua versione dei fatti che hanno reso lei una sterile zitella, imbevuta di perbenismo, fino all'invecchiamento che almeno le consente qualche bizzarria.
Nella seconda parte, il muto soliloquio passa a Virginia. Anche lei ha una sua visione e versione dei fatti e lamenta l'ingiusto ruolo di pecora nera che le è stato incollato un giorno lontano, poco più che adolescente. Virginia ha portato con sé negli anni questo marchio di spregiudicatezza, ed ora, vedova e privata di un amore autentico e libero, è costretta a vedere che la sorella le sottrae con moine e lusinghe i figli e i nipotini.

## Opere derivate
Il Teatro Stabile di Bolzano ha prodotto l'adattamento teatrale a cura di Leonardo Franchini, per la regia di Cristina Pezzoli, interpreti Anna Maria Guarnieri e Magda Mercatali, in scena dal 5 ottobre 2006.

## Edizioni
- Isabella Bossi Fedrigotti, Di buona famiglia, Milano, Longanesi, 1991.